# Peggy Babin
Pour les articles homonymes, voir Babin.
Peggy Babin, née le 24 décembre 1976 à Laval, est une athlète française.
Championne de France 2002 du 400 mètres en salle, elle remporte aux Jeux de la Francophonie 2001 à Ottawa la médaille d'argent sur 4x400 mètres et la médaille de bronze sur 800 mètres.
Elle est aussi vice-championne de France du 400 mètres haies en 2010.